# Incendie de Notre-Dame de Reims (1481)
Cet article concerne Incendie de Notre-Dame de Reims de 1481. Pour les autres dates, voir Incendie de Notre-Dame de Reims (homonymie).
L'incendie de Notre-Dame de Reims de 1481 est le premier incendie de l'actuelle cathédrale Notre-Dame de Reims. Un second incendie a lieu le 19 septembre 1914.

## Contexte

### Historique
La construction de la cathédrale gothique débute le 6 mai 1211, la cathédrale carolingienne ayant été détruite par un incendie, le 6 mai 1210,. La charpente du nouvel édifice est, à cette époque, construite principalement en bois de chêne.

### Travaux de restaurations en cours
Des travaux de rénovation de la toiture sont en cours,, depuis 1435. Notamment la construction d'un arc, entre les deux grandes tours, afin de renforcer l’assiette. Le chantier est initialement dirigé par un certain Collard de Givry, qui décède en 1452.

## Chronologie
L'incendie se déclare le 24 juillet 1481, entre 11h et midi, lorsque Jehan et Rémi Legoys, plombiers chargés du plomb de la toiture, oublient d'éteindre un fourneau, situé dans les combles de l'édifice, avant de quitter leur poste. En peu de temps la charpente s’enflamme.
Dès l'apparition de fumée, l'alerte est donnée. Le plomb fondu commence à couler le long des murs et se répand dans les rues attenantes à la cathédrale. 
De leur côté, les Rémois, décident d’amener de nombreux seaux remplis d'eau et de sauver les reliques. 
Au début de l'après-midi, un certain Nicolas le Membru est mandaté pour aller prévenir le roi Louis XI.
Vers 21h, le feu, qui s’amenuisait au cours de la journée, regagne en intensité, terminant de détruire la toiture.

## Conséquences
L'incendie détruit le toit dans son intégralité mais aussi le clocher central,, son horloge et ses dix cloches, le clocher de l'ange, les pavillons du transept et leurs pierres, ceux des croisillons sont fortement endommagés. Le plomb fondu détruit plusieurs vitraux.
Le 25 juillet 1481, le chapitre cathédral des chanoines de Reims, condamne les deux ouvriers à être incarcérés à la prison de Laon.
Ultérieurement Louis XI décidera de les gracier, requête que le chapitre rejettera.

## Réactions

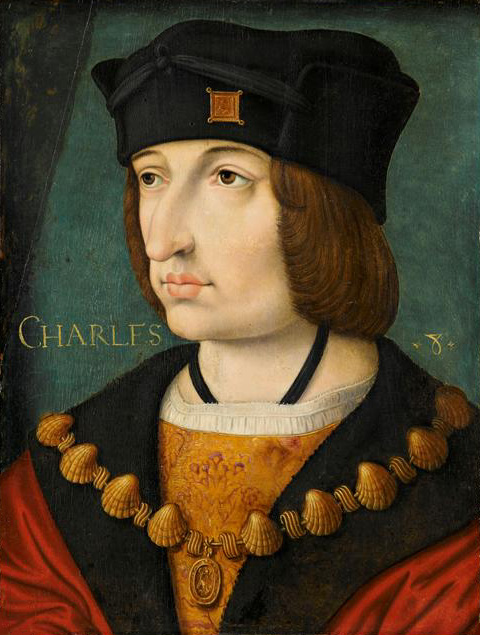
Le roi Charles VIII initie un impôt sur le sel afin de financer la reconstruction de la cathédrale.

Ayant appris la nouvelle, le jour même de l'incendie, Louis XI, fou de rage, désigne les chanoines comme responsables.
Ses derniers se réunissent le lendemain et prennent la décision de demander au roi de son aide pour la reconstruction.
Le 29 juillet le chapitre donne une procession en commémoration du récent événement, ou sont réunies les châsses de saint Nicaise, saint Rigobert, saint Calixte, de sainte Eutrope ainsi que diverses autres reliques.
Lors de son sacre,, qui a lieu en 1484, Charles VIII est profondément bouleversé quant à l'état de la cathédrale.

## Reconstruction
Afin d'entreprendre la reconstruction, le chapitre lance une importante quête. Les principaux mécènes sont les évêques Geoffroy Soreau, Charles de Roucy et Charles de Luxembourg, mais aussi Charles d'Orléans, comte d’Angoulême, qui offre une importante quantité de bois, ou encore, un certain chanoine Gobin, qui fait don de tous ses biens.
Les premiers travaux commencent. Le plomb est de nouveau fondu, pour être transformé en bandes afin d’être apposées sur la maçonnerie des voûtes et sur le toit.
En 1483, un devis est fait auprès du charpentier Collart-Lemoyne, toutefois la somme nécessaire pour la restauration reste trop élevée. Bien qu'il eût promit de financer la reconstruction de la cathédrale, Louis XI n'en fera rien.

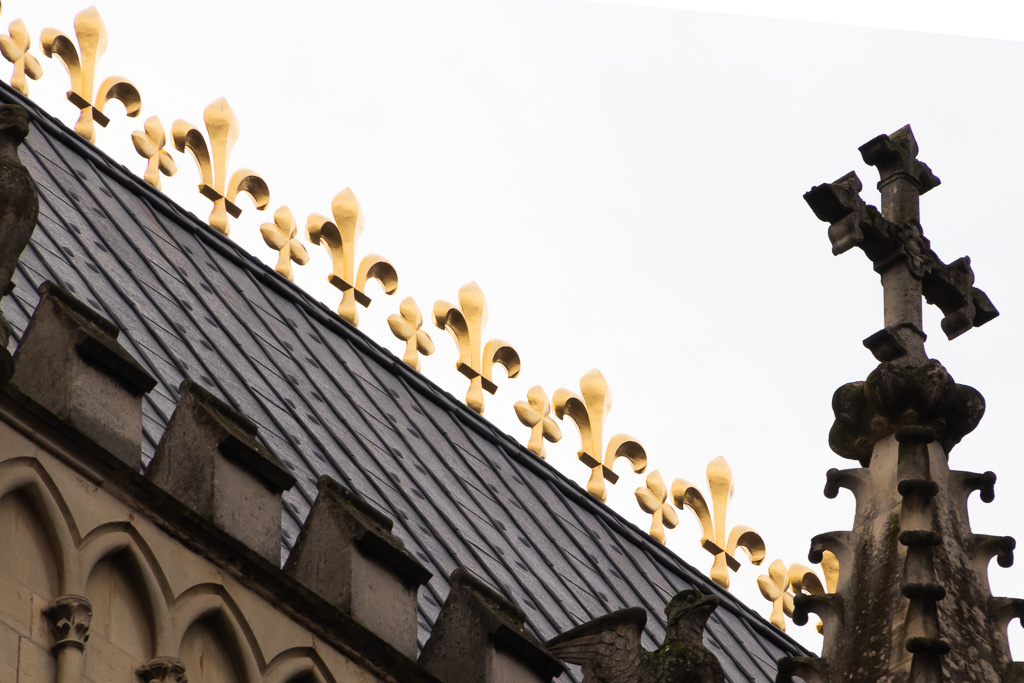
Toit de la cathédrale bordé de fleurs de lys

Peu après son couronnement, Charles VIII prend en charge le problème en instaurant un impôt sur le sel,, pour une durée de huit ans, initiative que poursuit son successeur Louis XII.
En hommage à la royauté, des fleurs de lys sont érigées sur la crête du toit et le chevet est décoré de l'écu de France moderne.
Toutefois les travaux sont interrompus en 1516,, faute de moyens. Les multiples flèches initialement prévues ne seront jamais construites,.